# 赵渡镇
赵渡镇，是中华人民共和国陕西省渭南市大荔县下辖的一个乡镇级行政单位。
2015年，陕西省民政厅批复同意撤销平民镇，并入赵渡镇。

## 行政区划
赵渡镇下辖以下地区：
新市村、朝阳村、赵西村、赵东村、乐合村、雨林村、富民村、春合村、新安村、新建村、平民村、里仁村、仁兴村、严通村、三民村、鲁安村、鲁豫村、新鲁村、豫安村和新建村。